# イバラカンザシ
イバラカンザシ（学名:Spirobranchus giganteus）、英名「クリスマスツリー・ワーム」は多毛類（ゴカイ類）の動物。カンザシゴカイ科に属し、イバラカンザシゴカイと呼ばれることもある。 

## 特徴
体長は5-7センチメートル、体節数は250ほどである。頭部に生えている2本の傘のようなものは口前葉から分化して鰓として発達した鰓冠（さいかん）であり、ケヤリムシ目に見られる特徴である。刺激を受けると鰓冠を素早く引っ込めることができる。また、鰓冠で浮遊生物を捕らえて口に運ぶことにもある。その鰓冠がかんざしのように見え、これがカンザシゴカイ科の特徴である。鰓冠は呼吸にも使われる。鰓冠は口の上背面の部分が左右に伸び、そこから前に鰓を発達させたものであるから、普通は上から見るとCの字形に並ぶ。しかしイバラカンザシではその両端がさらに伸びて内側に巻き込むため、左右対称の螺旋になった鰓の列が一対ある形になる。
鰓冠の基部からは先端が広がった棒状の構造がある。これは虫体が棲管に引っ込んだときに入り口に蓋をするものなので殻蓋という。殻蓋の上の中央にある突起が枝分かれしてイバラのように見えることからイバラカンザシの名が付いている。また、イバラカンザシ属の学名Spirobranchusの名は「螺旋状の鰓」を意味し、鰓冠が螺旋状になっていることから名付けられている。この鰓冠は色彩変異に富んでおり、赤、青、黄、緑などの個体がいる。2色以上の体色を持つものが7割であり、茶が最も多く3割の個体が有している。次いで黄、紫、橙、白、赤が多い。

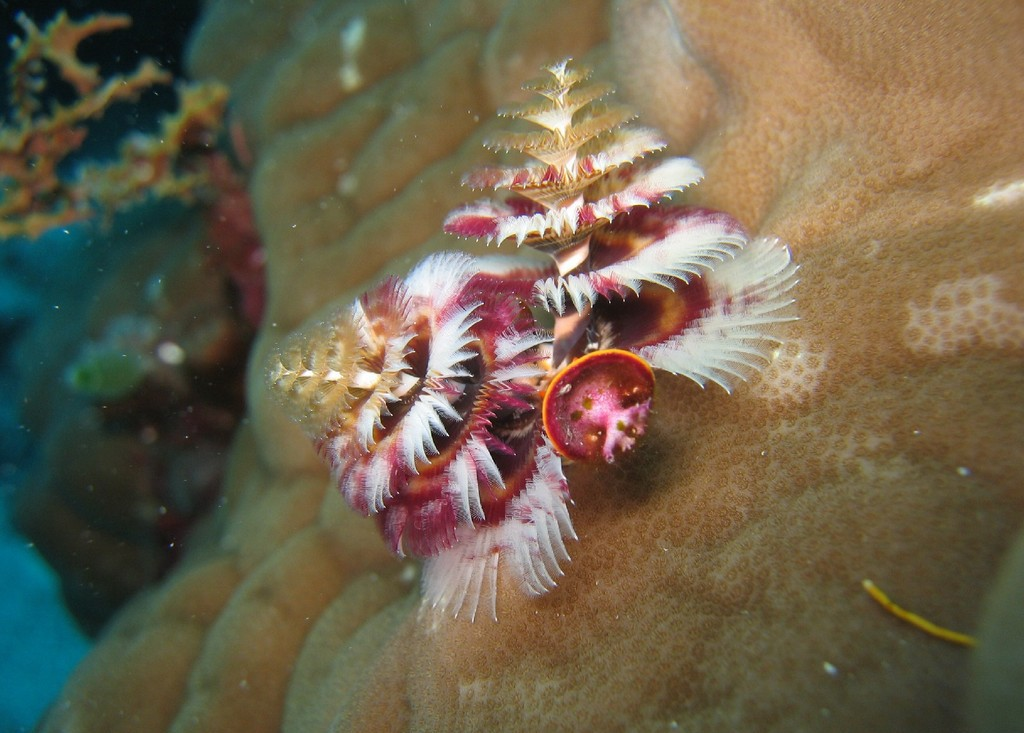
一対の鰓冠の間に見えるのが殻蓋

## 生態
イバラカンザシは棲管（せいかん、定住場所となる管）を多くの場合にどこかに埋め込んで定住生活している。イシサンゴ目に埋め込んでいることが多い。棲管は石灰質でできており、これもカンザシゴカイ科共通の特徴である。棲管の色は灰白。棲管は定住場所に完全に埋め込まれているので、鰓冠をこの中に引っ込めると体全体を隠すことができる。ある研究によると、イバラカンザシの定住はイシサンゴに悪影響をほとんど与えない。死んだイシサンゴに定住することもあるが、普通は生きているイシサンゴを好む。そのため、大きなカンザシゴカイがいるということは、サンゴの健康の目安になる。ただし金属表面でも別の生物の死骸により表面に凹凸があれば定着できる。棲管の年間成長速度は平均0.6ミリメートル。棲管の直径は推定年齢12歳のもので7.4mmである。
個体を採取して年齢が調べられたことがあり、それによると10-20年程度のものが多かった。沖縄では推定年齢40年の個体も見つかっている。繁殖期は夏。
イバラカンザシが死んでできた穴に別の生物が住むこともあり、カンザシヤドカリ、テンクロスジギンポ、コケギンポ、シマギンポなどが挙げられる。

## 亜種
イバラカンザシの亜種としてS. gigantea corniculatus（またはSpirobranchus giganteus corniculatus、インド洋、紅海、太平洋中部）とS. gigantea gigantea（またはSpirobranchus giganteus giganteus、太平洋東部、大西洋西部）がいる。

## 日本での受容
霧島屋久国立公園では2002年に環境省告示8号で捕獲等が規制されている動物に指定されている。

## 生物系統図
- "Spirobranchus giganteus" (英語). Integrated Taxonomic Information System. 2007年1月24日閲覧。
- “Spirobranchus giganteus, Christmas Tree Worm - MarineBio.org”. 2007年1月24日閲覧。
- Ruppert, Edward E.; Richard S. Fox and Robert D. Barnes (2004). Invertebrate Zoology: A Functional Evolutionary Approach, (7th edition ed.). Belmont, CA: Brooks/Cole - Thomson Learning Inc.. pp. 963. ISBN 0-03-025982-7

## 画像

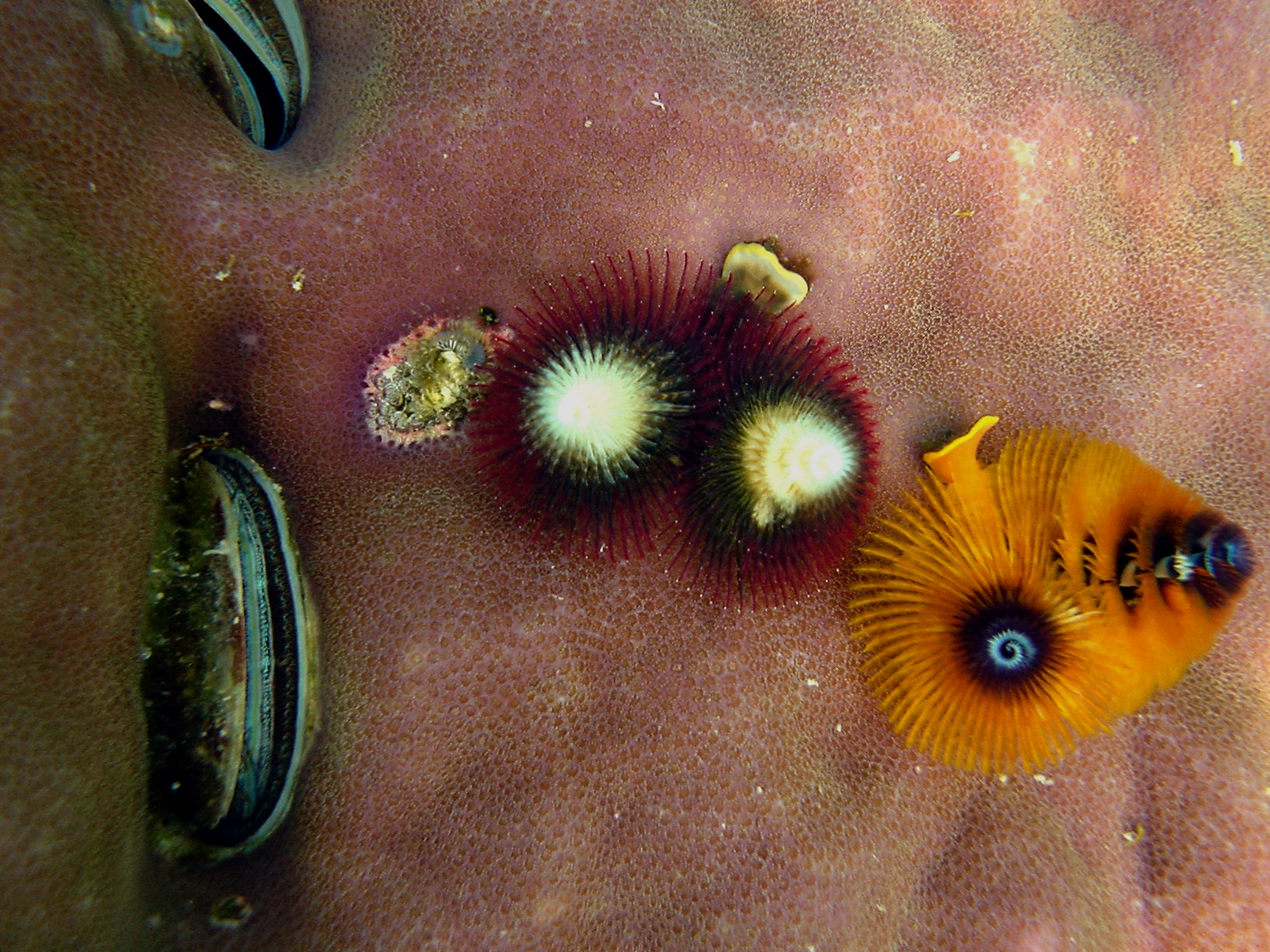
パプアニューギニア（南太平洋）
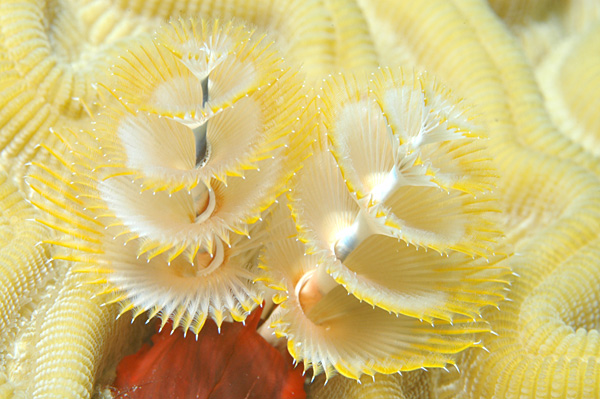
ボネール島（カリブ海）
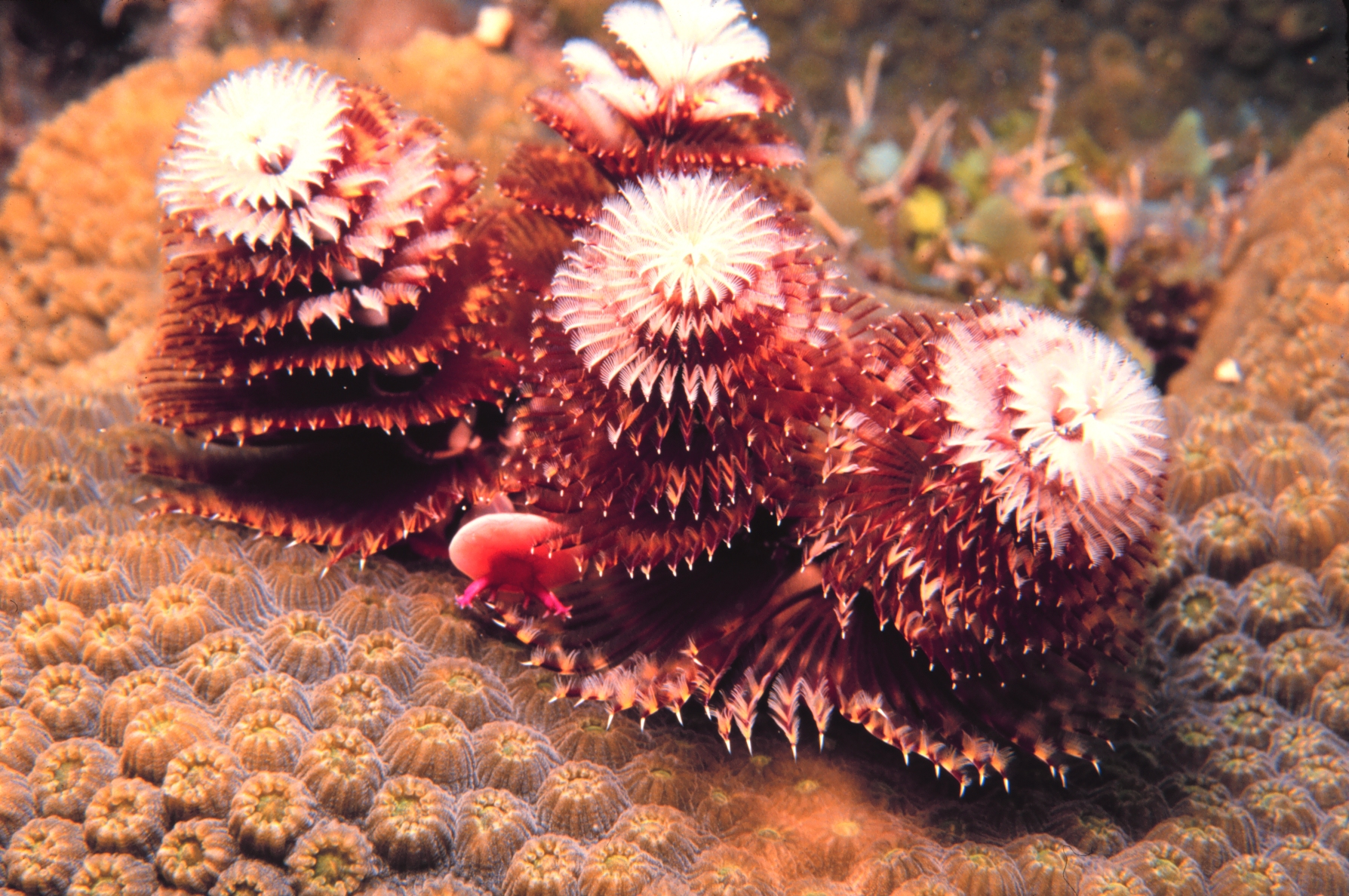
バハマ（北大西洋）
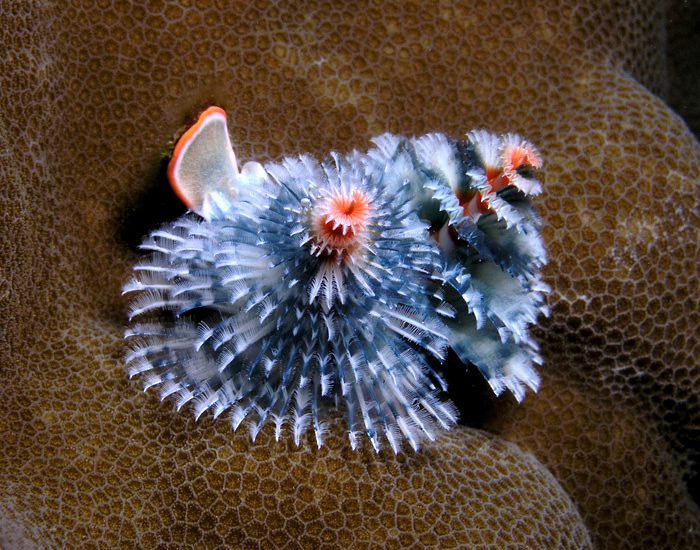